# Sompo Japan Building
El Sompo Japan Head Office Building (損保ジャパン本社ビル Sonpo Japan Honsha Biru?) es la sede corporativa de Sompo Japan Insurance. Está situado en el distrito Nishi-Shinjuku de Shinjuku, Tokio, Japón. Con 193 metros, es el 52.º rascacielos más alto de Tokio y el 70.º más alto de Japón. Fue diseñado por Yoshikazu Uchida.
En la planta 42 está el Museo de Arte Memorial Sompo Japón Seiji Togo, donde se expone una de las series de cuadros de "Los girasoles" de Vincent van Gogh.